# Sphagoeme sahlbergi
Sphagoeme sahlbergi là một loài bọ cánh cứng trong họ Cerambycidae.